# Dorylomorpha canadensis
Dorylomorpha canadensis är en tvåvingeart som beskrevs av Hardy 1943. Dorylomorpha canadensis ingår i släktet Dorylomorpha och familjen ögonflugor.
Artens utbredningsområde är Saskatchewan. Arten är reproducerande i Sverige. Inga underarter finns listade i Catalogue of Life.